# Iporá (microregio)
Iporá is een van de 18 microregio's van de Braziliaanse deelstaat Goiás. Zij ligt in de mesoregio Centro Goiano en grenst aan de mesoregio's Sul Goiano in het zuiden en zuidoosten en Noroeste Goiano in het westen en noorden en de microregio Anicuns in het oosten. De microregio heeft een oppervlakte van ca. 7072 km². Midden 2004 werd het inwoneraantal geschat op 62.250.
Tien gemeenten behoren tot deze microregio:
- Amorinópolis
- Cachoeira de Goiás
- Córrego do Ouro
- Fazenda Nova
- Iporá
- Israelândia
- Ivolândia
- Jaupaci
- Novo Brasil
- Moiporá

Mesoregio's: Centro Goiano · Leste Goiano · Noroeste Goiano · Norte Goiano · Sul Goiano

Microregio's: Anápolis · Anicuns · Aragarças · Catalão · Ceres · Chapada dos Veadeiros · Entorno de Brasília · Goiânia · Iporá · Meia Ponte · Pires do Rio · Porangatu · Quirinópolis · Rio Vermelho · São Miguel do Araguaia · Sudoeste de Goiás · Vale do Rio dos Bois · Vão do Paranã